# Bara Sambarou
Bara Sambarou  (Bara Sambarou Sarré) est un chanteur et griot malien d'origine peule. né le 20 juin 1946 à konsa région de Mopti (Mali) et décédé le 8 janvier 2018 à Mopti.

## Biographie
Bara Sambarou (Ibrahima Sambarou Sarré) est l’un des principaux griots peule de la ville de Mopti. Né en 1946, il maîtrise le hoddu, la luthe traditionnelle peule à cordes. Issu d’une famille de griot, il a fait l’apprentissage auprès de son père, ensuite il a été formé par Hamdoum Birinta Djiga, le premier griot peul qui chantait à la radio du Mali, et par Emana Patal, un maitre du hoddu.
Pendant les années 1970, sa musique commence à être connue dans la communauté peule au Mali, et un producteur installé à Mopti s’occupe de la duplication des cassettes, qui se vendaient bien. Une chanson en particulier, Gambari, rencontre un énorme succès et devient sa chanson fétiche. La chanson passait régulièrement à la radio, surtout à Mopti. Le terme Gambari vient d’une étoffe blanche importée du Nigeria, ramenée de leurs voyages par des jeunes commerçants peuls de la caste des diawando pour les offrir à leurs femmes, comme signe de prospérité. La chanson devient presque l’hymne des Diawando.

### Carrière
Malgré le fait que la musique de Bara Sambarou soit hors du Mali et hors de la communauté peule, Jean Ducassé, label totolo c'est montré décidé afin de faire de la promotion en produisent un reportage sur Bara Sambarou sur DVD. ce DVD est proposé avec un CD qui contient une version live de Gambari, enregistré en 1979, et soigneusement restauré, une version si spéciale ni un nouvel enregistrement, l'une d'un trentaine d'autres versions connus ne reproduiseront la magie de ce morceau. A cela s'ajoute un autre version et une remix soul de gambari. le DVD propose le reportage plus la version live du titre Phare.déclaration Ali Farka Touré « Si je devais avoir un maître, ce serait Bara ! »

### Mort
Il décède le 8 janvier 2018. Le président de la République, Ibrahim Boubacar Keïta, déclare : « Bara n’enchantera plus ces belles nuits où il savait dire la gloire et la bravoure d’Ambodejo et d’autres. ».